# Fairmount Park
Fairmount Park is een groot openbaar park in de stad Philadelphia (Pennsylvania) in de Verenigde Staten. Het is het grootste stadspark ter wereld en bestaat uit een oostelijk en een westelijk park, gescheiden door de Schuylkill River. 
Het park wordt beheerd door het Fairmount Park Commission. Ook de Philadelphia Zoo en het Philadelphia Museum of Art maken onderdeel uit van het park.
In het park werd in 1876 de Centennial Exposition gehouden.